# Condado de Owsley
O Condado de Owsley é um dos 120 condados do estado americano de Kentucky. A sede do condado é Booneville, e sua maior cidade é Booneville. O condado possui uma área de 513 km² (dos quais 0 km² estão cobertos por água), uma população de 4 858 habitantes, e uma densidade populacional de 9 hab/km² (segundo o censo nacional de 2000). O condado foi fundado em 1843. O condado proíbe a venda de bebidas alcoólicas.